# SN 2007bx
SN 2007bx – supernowa typu II odkryta 19 kwietnia 2007 roku w galaktyce A110241-0138. W momencie odkrycia miała maksymalną jasność 18,60m.